# Carré magique additif-multiplicatif
Un carré magique additif-multiplicatif est un carré magique dont la somme et le produit selon chaque rangée, chaque colonne et chaque diagonale principale est un nombre constant.

## Exemple
| 46  | 81  | 117 | 102 | 15  | 76  | 200 | 203 |
| 19  | 60  | 232 | 175 | 54  | 69  | 153 | 78  |
| 216 | 161 | 17  | 52  | 171 | 90  | 58  | 75  |
| 135 | 114 | 50  | 87  | 184 | 189 | 13  | 68  |
| 150 | 261 | 45  | 38  | 91  | 136 | 92  | 27  |
| 119 | 104 | 108 | 23  | 174 | 225 | 57  | 30  |
| 116 | 25  | 133 | 120 | 51  | 26  | 162 | 207 |
| 39  | 34  | 138 | 243 | 100 | 29  | 105 | 152 |

Ce carré magique additif-multiplicatif 8x8 possède une constante additive de 840 et une constante multiplicative de 2 058 068 231 856 000.